# Municipio de Sabinas
El municipio de Sabinas es uno de los 38 municipios en que se divide el estado mexicano de Coahuila, ubicado en la zona carbonífera de la entidad. Su cabecera es la ciudad de Sabinas. Su nombre alude al río Sabinas, que pasa a través del municipio. Se ubica en el norte de México, en la Región Carbonífera del estado de Coahuila.

## Escudo de armas
El 12 de noviembre de 1943 el Congreso del Estado aprobó la adopción del escudo de armas para la ciudad de Sabinas. Es cortinado y tiene en la parte superior una antorcha roja que simboliza la Revolución; a los lados del escudo hay una bordura con la leyenda: Voluntad Firme -- Acción Perseverante, y en la parte superior un listón anudado a la antorcha con la leyenda: Tierra Hospitalaria.
El escudo está dividido en tres cortinas; a la derecha, sobre un campo de plata se ve un ferrocarril, porque la ciudad tuvo su origen como estación de la villa de San Juan de Sabinas al pasar la vía por ese lugar. En la cortina izquierda, sobre un campo de oro, está el edificio de una mina, por ser la riqueza carbonífera la base de la prosperidad de esa zona, y en la cortina inferior un río con los sabinos que dieron nombre a la población.

## Historia
- En 1878 un grupo de individuos que habían emigrado con anterioridad a la frontera norte del estado para residir en Allende, Morelos, Zaragoza, la Escondida y Piedras Negras, notaron que en el margen del río Sabinas, había un predio de terreno inhabitado pero en óptima localización, que ellos juzgaron pertenecía a la Federación.[cita requerida]
- 26 de diciembre de 1878 piden una concesión de tierras al Gobernador del Estado Hipólito Charles para aprovechar el río Sabinas, con deseos de fundar un poblado a orillas del río y nueve sitios de ganado mayor. La solicitud fue aceptada aunque los terrenos tuvieron que ser comprados. La intervención del coronel Crescencio Farías y Antonio Arizpe fue contundente para lograr la concesión de los terrenos y de agua del río de los Álamos. Entre los solicitantes se encuentran apellidos que aun subsisten en Sabinas y entre otros aparecen las firmas de Florencio Morales, Sabino Arizpe, Arcadio Ramos, Joaquín Ramos Aguirre, Victoriano del Bosque, Librado Zertuche, Benito Rodríguez, además de otras personas que procedían de Ramos Arizpe, Santo Domingo y Saltillo.[5]
- 29 de julio de 1883 se les concedió una toma de agua del río Álamos, sin perjuicio a los derechos de terceros. Se iniciaron los trámites para la fundación de la Villa de Sabinas y llegan los primeros pobladores a orillas del río. El 3 de diciembre de este mismo año la compañía estadounidense The Mexican International Railroad Company (Ferrocarril Internacional Mexicano) inaugura una estación en esta localidad.[6] Don Joaquín Ramos, uno de los fundadores de Sabinas, dejó escrita esta versión de la fundación, donde además decía que al discutir el lugar en que debería de quedar la presa, los de San Juan de Sabinas no estuvieron de acuerdo con la mayoría y prefirieron separarse y hacer el canal por su propia cuenta, la mayoría de ellos, sesenta accionistas, hicieron el canal que a la fecha existe con pocas modificaciones. El canal de derivación de aguas del río Sabinas a que hacemos mención y de una presa, se encuentran cerca del actual puente de ferrocarril sobre el río al sur de la ciudad y sirvió y sirve para el riego de los campos de labrantío al este de Sabinas. Se desautorizó la acción de los separatistas por no creerla de justicia y después, para volver a completar la lista de los 90 accionistas, se aceptaron la solicitud del coronel Pedro Advíncula Valdés Laurel, alias Wincar, junto con sus hermanos, el coronel Nicanor, el teniente coronel Martiniano, el comandante Valeriano y el alférez Pedro Pascual. Todos ellos con grado de militar que obtuvieron combatiendo contra la intervención francesa al lado de Benito Juárez y se les dio posesión de sus 30 acciones.
- 1905 se crean los Hornos de Colmena, construidos en 1905, los cuales sirven para coquizar el carbón, y el edificio de la primera lavadora de carbón.
- 20 de enero de 1906, Miguel Cárdenas, gobernador del Estado, expidió el decreto que erige en municipio a la villa de Sabinas.[7] Se inaugura este año el primer edificio, el Primer Ayuntamiento Republicano del municipio de Sabinas
- 31 de agosto de 1942 se expidió el decreto estatal que constituye en ciudad a la villa de Sabinas por Jesús Fuentes Dávila. Se inaugura el Palacio Municipal en septiembre.
- 12 de noviembre de 1943 el Congreso del Estado aprobó la adopción del escudo de armas para la ciudad de Sabinas. Por su forma, se asemeja más al tipo francés que al español; es acortinado y tiene en la parte superior una antorcha roja que simboliza la Revolución; a los lados del escudo hay una bordura con la leyenda: voluntad firme - acción perseverante, y en la parte superior un listón anudado a la antorcha con la leyenda: tierra hospitalaria. El escudo está dividido en tres cortinas; en la diestra sobre el campo de plata se ve un ferrocarril, porque la ciudad tuvo su origen como estación de la villa de San Juan de Sabinas al pasar la vía por ese lugar. En la cortina siniestra, sobre campo de oro, está el edificio de una mina, por ser el carbón la base de la prosperidad de esa zona, y en la cortina inferior un río con los sabinos que dieron nombre a la población.

### Personas destacadas
- Don Benito Garza Ortegón, próspero empresario, fundador de importantes industrias y negociaciones. Se caracterizó por un gran impulso al deporte, además de realizar obras filantrópicas.
- Manuel López Huitrón Gran político sabinense. Siendo diputado local en 1942, impulsó la elección de Sabinas en ciudad, además de crear el escudo de armas de la Ciudad.
- Juan Jaime Hernández, general de División, miembro fundador de clubes Sociales de Sabinas, utilizó sus influencias en la Secretaría de la Defensa Nacional para ayudar a Sabinas a lograr a cambiar a Múzquiz el Regimiento de Caballerías, apoyó abiertamente varias obras como el puente sobre el río Sabinas, y la construcción del antiguo aeropuerto.
- Emilio Fernández Romo (Sabinas, Coahuila, México, 26 de marzo de 1904 – Ciudad de México, 6 de agosto de 1986 ), fue un destacado director, actor y productor de cine mexicano muy conocido por el mote de El Indio, gran artífice y genial protagonista de la Época de Oro del cine mexicano.

## Medio físico

### Localización
El municipio de Sabinas se localiza al este de la región norte del estado de Coahuila, en las coordenadas 101°7′11″ longitud oeste y 27°51′10″ latitud norte, a una altitud de 330 m sobre el nivel del mar.
Limita al norte con los municipios de Morelos y Allende; al sur con los de Juárez y Progreso; al sureste con Juárez; al este con el municipio de Villa Unión y al oeste con los de Múzquiz y San Juan de Sabinas. Se divide en 160 localidades. Se localiza a una distancia aproximada de 310 kilómetros de la capital del estado. Cuenta con una superficie de 2.345,20 kilómetros cuadrados, que representan el 1,55 % del total de la superficie del estado.

### Orografía
- Cerro el Movimiento (550 m)
- Loma Kakanapo (500 m) El Kakanapo es un volcán pequeño, inactivo desde hace varios millones de años, meramente un montículo que muchos de los locales ignoran su existencia confundiéndolo con un simple cerro. Los primeros datos antiguos que encontramos de su existencia es en 1777, en la bitácora de excursión de una expedición religiosa. En principio se dudaba de ser un volcán por su ubicación, tamaño e inactividad, pero conforme se ha estudiado su geología se ha confirmado su origen. En el área se ha encontrado rocas volcánicas de composición basáltica, así como de antiguos derrames de lava. Al escalar el Kakanapo, en su cúspide se ve gran parte del Valle de Sabinas y área de la región carbonífera, se tiene acceso a través de la vía carretera 57 a la altura del lugar conocido como El Sauz, en automóvil. Algo de lo sorprendente de este pequeño volcán es que está muy alejada de los volcanes típicos del país, y en el noreste Coahuilense por su tipo de tierra y clima se encuentran diversidades múltiples.[8]
- Cerro Los Piloncillos / El Pilote (470 m)[9]
- Sierra del Burro

### Hidrografía
El río Sabinas se localiza en el sur del municipio, juntándose con el río Álamos, formando así el río San Juan. El arroyo La Aguililla se encuentra al oriente de la ciudad.

### Clima
El clima en la parte oeste del municipio es de subtipos semisecos semicálidos; y en la parte norte y este subtipos de climas secos-semicálidos; la temperatura media anual es de 20 a 22 °C y la precipitación media anual se encuentra en el rango de los 400 a 500 milímetros, con régimen de lluvias en los meses de abril, mayo, junio, julio, agosto, septiembre y escasas en noviembre y diciembre; los vientos predominantes soplan en dirección noreste con velocidad de 10 km/h. La frecuencia de heladas es de 0 a 20 días y granizadas de 0 a un día. Según el Instituto Nacional de Estadística Geografía e Informática (INEGI) su clima se clasifica como seco y muy seco, con una temperatura extrema, en verano hasta 45 °C. y en invierno hasta 2 °C.
| Parámetros climáticos promedio de Sabinas, Coahuila  | Parámetros climáticos promedio de Sabinas, Coahuila | Parámetros climáticos promedio de Sabinas, Coahuila | Parámetros climáticos promedio de Sabinas, Coahuila | Parámetros climáticos promedio de Sabinas, Coahuila | Parámetros climáticos promedio de Sabinas, Coahuila | Parámetros climáticos promedio de Sabinas, Coahuila | Parámetros climáticos promedio de Sabinas, Coahuila | Parámetros climáticos promedio de Sabinas, Coahuila | Parámetros climáticos promedio de Sabinas, Coahuila | Parámetros climáticos promedio de Sabinas, Coahuila | Parámetros climáticos promedio de Sabinas, Coahuila | Parámetros climáticos promedio de Sabinas, Coahuila | Parámetros climáticos promedio de Sabinas, Coahuila |
| Mes                                                  | Ene.                                                | Feb.                                                | Mar.                                                | Abr.                                                | May.                                                | Jun.                                                | Jul.                                                | Ago.                                                | Sep.                                                | Oct.                                                | Nov.                                                | Dic.                                                | Anual                                               |
| ---------------------------------------------------- | --------------------------------------------------- | --------------------------------------------------- | --------------------------------------------------- | --------------------------------------------------- | --------------------------------------------------- | --------------------------------------------------- | --------------------------------------------------- | --------------------------------------------------- | --------------------------------------------------- | --------------------------------------------------- | --------------------------------------------------- | --------------------------------------------------- | --------------------------------------------------- |
| Temp. máx. abs. (°C)                                 | 18.1                                                | 21.8                                                | 25.6                                                | 31                                                  | 34.5                                                | 38.2                                                | 38.9                                                | 38.5                                                | 34                                                  | 28.4                                                | 23.1                                                | 11.0                                                | '                                                   |
| Temp. mín. abs. (°C)                                 | 3.4                                                 | 6.8                                                 | 9.3                                                 | 15.4                                                | 20.1                                                | 24.2                                                | 24.6                                                | 24.3                                                | 21                                                  | 15.2                                                | 8.9                                                 | 4.4                                                 | '                                                   |
| Precipitación total (mm)                             | 14                                                  | 15                                                  | 10                                                  | 35                                                  | 62                                                  | 60                                                  | 31                                                  | 53                                                  | 85                                                  | 47                                                  | 18                                                  | 15                                                  | 445                                                 |
| Fuente: https://es.climate-data.org/location/216393/ |                                                     |                                                     |                                                     |                                                     |                                                     |                                                     |                                                     |                                                     |                                                     |                                                     |                                                     |                                                     |                                                     |

### Flora y fauna
Muchos autores han descrito la belleza del río Sabinas, antiguamente (y modestamente ahora) lleno de sabinos, árboles gigantescos, álamos, sauces, fresnos, parras silvestres, una gran mota de nogales y en aquellas aguas caudalosas existía una gran cantidad de peces de gran tamaño: bagres, besugos, robalos, matalotes, copalas, pintontles, carpas y otras variedades
En su vegetación desértica fuera de la cuenca del río cuenta con especies como huizache, mezquite, nopal, lechuguilla, palma, y cenizo, En cuanto a fauna, encontramos coyote, ardilla, tejón, armadillo, jabalí, venado, gato montés, conejo y víbora de cascabel.

### Recursos naturales
En cuanto a minerales el carbón representa riqueza natural del municipio, también se cuenta con yacimientos de gas natural los cuales nunca se han explotado.

### Características y uso del suelo
Se pueden distinguir cuatro tipos de suelo en el municipio:
- Xerosol: Suelo de color claro y pobre en materia orgánica y el subsuelo es rico en arcilla o carbonatos, con baja susceptibilidad a la erosión. Regosol.- No presenta capas distintas, es claro y se parece a la roca que le dio origen. Su susceptibilidad a la erosión es muy variable y depende del terreno en el que se encuentre.
- Rendzina: Tiene una capa superficial rica en materia orgánica que descansa sobre roca caliza y algún material rico en cal, es arcilloso y su susceptibilidad a la erosión es moderada.
- Vertisol: Presenta grietas anchas y profundas en la época de sequía, es un suelo muy duro, arcilloso y masivo, negro, gris y rojizo. Su susceptibilidad a la erosión es baja.

Respecto al uso del suelo, la mayor parte del territorio municipal es utilizado para el desarrollo pecuario, siendo menor la extensión dedicada a la producción agrícola y el área urbana.

## Demografía
Los resultados del Censo de Población y Vivienda de 2010 realizado por el Instituto Nacional de Estadística y Geografía, nos dan como resultados que el total de la población del municipio de Sabinas es de 60 847 habitantes, siendo 30,247 y 30,600. En el municipio de Sabinas Coahuila han habitado españoles, chilenos, Venezolanos y Americanos.

### Principales localidades
En el Censo de 2020 el municipio de Sabinas contaba con 218 localidades.
| Código INEGI      | Localidad         | Población (2020) |
| ----------------- | ----------------- | ---------------- |
| 050280001         | Sabinas           | 59 196           |
| 050280003         | Cloete            | 3 447            |
| 050280416         | Valle Dorado      | 1 188            |
| Otras localidades | Otras localidades | 58 412           |
| Total municipal   | Total municipal   | 122 243          |

El municipio de Sabinas tiene un total de 483 localidades en su jurisdicción; las principales y su población correspondiente a 2010 son las siguientes:
- Sabinas.- Cabecera municipal.
- Villa de Agujita.- Está localizada a 5 kilómetros de la cabecera municipal. Su principal actividad es la minería.

Origen del nombre. En la petición del coronel Crescencio Farias, por primera vez en nuestra historia aparece el nombre de Agujita, y ello se debió a la designación de un cerrito puntiagudo localizado al oriente de la actual ciudad de Sabinas, en lo que hoy es el fraccionamiento San Antonio. Este cerro en los años de las décadas de los 40 y 50 del siglo pasado, una pareja de ciudadanos que radicó en sus faldas, haciendo caso a una leyenda que afirmaba que en ese promontorio se había enterrado un tesoro, así que se dedicaron a escarbar y despuntarlo, arrancándole la capa de rocas de basalto que recubrían su cúspide dejándolo sin punta por lo que dejó de tener forma de aguja.
Historia. El 11 de mayo de 1904 Antonio y Melchor Dávila Ramos, Carlos T. Plant, Tomás Arizpe, Sabino Arizpe, Dámaso Ramón, Arcadio Ramos e Ignacio Flores Dávila celebraron un convenio con el inversionista minero de origen alenán Eduardo Hartman para explorar, explotar y extraer carbón de piedra por un lapso de seis meses destinados exclusivamente a participar la exploración con barrenos perforadores y tiros; todo con una comprensación de $500.00 mensuales. Iniciando los preparativos para el establecimiento de una nueva empresa carbonera, la cual empezaría a trabajar pocos meses después, junto con lo que hoy es el Barrio 1. Fue el 10 de agosto de 1904, cuando se establece la Compañía Carbonifera de Agujita, S.A. empresa mexicana constituida de acuerdo con las leyes que regían al país. La mesa directiva y oficinas principales estaban ubicadas en la Ciudad de México, D.F., teniendo su domicilio oficial en Ave. Uruguay 44, siendo la primera compañía establecida en esta tierra, y gracias a ello naceria la villa de Agujita. Esto aconteció durante la última reelección del Lic. Miguel Cárdenas como gobernador de Coahuila (1904-1909). Las acciones de esta compañía se colocaron en grandes bloques entre las principales empresas industriales de México, y varios de sus capitalistas, como son Ramón Alcázar, D. Chapeaurouge, y otros de apellido Salcido y Avilés, etc.
- Villa de Cloete.- Se encuentra a 7 kilómetros de la cabecera municipal. Su principal actividad es la minería.
- Ejido Puente Negro.- Ubicada a 17 kilómetros de la cabecera municipal. Sus principales actividades son: ganadería y agricultura.
- Ejido Guadalupe Victoria.- Se localiza a 15 kilómetros de la cabecera municipal. Su principal actividad es la agricultura
- Nuevo Barroterán y Valle Dorado.- Colonias de Minas de Barroterán que crecieron hacia territorio del municipio de Sabinas

## Servicios social y de comunicaciones

### Educación
De acuerdo al Anuario Estadístico 1999 elaborado por el INEGI, el municipio contó para el periodo educativo 1997-1998 con la siguiente infraestructura total, 72 establecimientos educacionales (Preescolar, Primaria, Secundaria, Profesional, etc.) con 694 profesores.

### Salud
En el municipio las unidades que dan atención a la salud son: La Secretaría de Salud y Desarrollo Comunitario, el Instituto Mexicano del Seguro Social (IMSS) y el Instituto de Seguridad y Servicios Sociales de los Trabajadores del Estado (ISSSTE).

### Vivienda
De acuerdo con los resultados preliminares del Censo de Población y Vivienda 2000, efectuado por el INEGI, el municipio cuenta con 13.282 viviendas particulares. Las habitan en promedio 3,93 personas por vivienda. Estas cuentan con los servicios de agua, electricidad y drenaje, y son en su mayoría privadas; en la construcción habitacional el material que sobresale es el adobe, usándose el bloque de concreto en el medio urbano.
De acuerdo a los resultados que presentó el II Conteo de Población y Vivienda en el 2005, en el municipio cuentan con un total de 13.945 viviendas de las cuales 13.709 son particulares y 236 son colectivas.

### Servicios públicos
La cobertura de servicios públicos de acuerdo a apreciaciones del ayuntamiento es:
| Servicio              | Porcentaje |
| --------------------- | ---------- |
| Agua potable          | 95 %       |
| Alumbrado público     | 80 %       |
| Drenaje               | 70 %       |
| Recolección de basura | 75 %       |
| Seguridad pública     | 60 %       |
| Pavimentación         | 45 %       |

Además, el Ayuntamiento administra los servicios de parques y jardines, edificios públicos, unidades deportivas y recreativas, monumentos y fuentes, entre otros.

### Medios de comunicación
Se cuenta con los servicios de teléfono, correo, telégrafo, radio, televisión, radiocomunicación y télex.

### Vías de comunicación
Las vías de acceso a este municipio son las carreteras federales n.º 57 Piedras Negras - México, interestatal n.º 10 Sabinas - Nuevo Laredo, Tamaulipas y la interestatal n.º 1 Sabinas - Múzquiz.
Además existen caminos de terracería que lo comunican con sus localidades. Líneas de Ferrocarriles Nacionales, con las vías Piedras Negras - México y Ramal, Sabinas Nueva Rosita. También tiene un campo aéreo y cuenta con transporte foráneo.

## Actividad económica

### Agricultura y ganadería
De los cultivos destaca la producción de trigo, maíz, forrajes y nuez. Se cría ganado bovino de carne de registro, caprino, porcino y cordero

### Industria
Siendo un pueblo tradicionalmente enfocado hacia la minería carbonera, actualmente cuenta con una industria de manufactura modesta y de lenta expansión, componiéndose en su mayor parte de algunas industrias alimentarias, como es Trinity Rail Sabinas, Avomex, industrias textiles y electrónicas. algunas ramas industriales de metálica básica, de la construcción, del vestido, alimenticia, bebidas, fabricación y ensamble de maquinaria, artículos eléctricos y electrónica.

### Minería
El estado posee el 95 % de las reservas de carbón mineral de México y, en la región, el 14,50 % del producto nacional, que explotan desde empresas de grandes dimensiones, como Peñoles, Micare o Minería México, hasta compañías modestas. El aprovechamiento del carbón inició casi al mismo tiempo que la fundación de Sabinas en 1884. Compañías como Sabinas Coal Mines o The New Sabinas Company Ltd impulsaron la región entre finales del siglo XIX e inicios del XX. Los sitios históricos para la extracción del carbón habían sido El Hondo, Agujita o la Villa de San José de Cloete, comunidades conurbadas a Sabinas.
Con la industria del carbón llegó el ferrocarril. La estación de Sabinas está a tres cuadras de la Plaza Principal, lo que revela su importancia en la actividad de la ciudad.
En las calles de Sabinas hay un estilo propio, que remite a la minería y a las actividades ganaderas. Es común encontrar sus restaurantes adornados con sombreros vaqueros, osamentas de reses o picos y palas de la extracción del carbón.
La riqueza natural principal del municipio se representa por sus abundantes yacimientos de carbón, junto con otros minerales como son la fluorita, celestita y el estroncio, además de poseer gas natural, aunque este último no ha podido ser explotado. Y actualmente se observa la posibilidad de extraer gas Shale o 'Lutita'

### Piscicultura
Se concreta a pequeñas explotaciones, susceptibles de incrementarse, pues cuenta con cuerpos de agua.

### Turismo
Dentro de sus tradiciones se encuentra la Feriexpo Sabinas que se celebra la primera quincena del mes de septiembre, contando con exposición agrícola, ganadera, comercial, industrial y artesanal. Es una de las actividades que generan mayor derrama económica donde los sabinenses y personas de todo el país y del extranjero vienen a visitar la feria de sabinas Coahuila se lleva a cabo en el mes de septiembre del 11 al 20 de septiembre.
El ecoturismo es una actividad que va ganando importancia y se puede desarrollar a lo largo del río Sabinas.
Asimismo, la ciudad cuenta con la infraestructura necesaria para proveer servicios de hospedaje y alimentación a sus visitantes. Cuenta con hoteles de 3 y 4 estrellas, así como un número considerable de restaurantes especializados, principalmente, en comida regional.
Avanzando por el Río Sabinas es común encontrar parajes de gran belleza natural, que sirven para diversas actividades, desde días de campo hasta deportes cinegéticos. En el Ejido Santa María, a 15 minutos de la ciudad, resulta ideal acampar, realizar actividades de kayak y pesca. 
- Cabalgata Santo Domingo-Sabinas

En 1992, siendo el gobernador del Estado Eliseo Mendoza Berrueto y el presidente municipal David Yutani, cuando Sabinas celebraba 50 años de haberse convertido en ciudad. Es en ese momento cuando el licenciado Regulo Zapata Jaime director de Simas, le sugiere a Jacinto Rodríguez regidor municipal que sería un bello gesto celebrar los festejos con un homenaje a los fundadores de Sabinas, pues muchos de ellos eran descendientes y qué mejor manera de honrarlos, que realizando su mismo recorrido desde Santo Domingo hasta Sabinas, a caballo e imitando exactamente la misma odisea de la fundación de esta bella ciudad.
Ese año sólo ocho sabinenses emprendieron el recorrido de 320 km a caballo, Regulo Zapata, Jacinto Rodríguez, José Luis Vázquez, Donato Arizpe Cepeda, Gustavo Martínez, Pablo Medina Reyna, Emanuel Gentilione “el italiano”, Jorge Guajardo y Justino Madrid. En la segunda cabalgata, perfeccionaron muchísimo sus técnicas y extremaron precauciones pues ya conocían el camino, y establecieron un reglamento que tenía como prioridad llevar a todos los caballos herrados, pues son su principal herramienta en esta experiencia.
Tanto fue el furor y el éxito de la cabalgata de Sabinas, que ya en 1996, llegaron 700 cabalgantes, se ha convertido en un sello distintivo de Sabinas para el mundo, pues nacionales y extranjeros se han sumado a la aventura. Desde entonces, Sabinas cada año se viste de gala para recibir a los cabalgantes y los cientos de personas que conforman este gran festejo. El impacto no sólo ha sido cultural y político, también económico, pues el comercio se ve ampliamente beneficiado esta época del año, que concuerda también con los festejos septembrinos de la Feria de Sabinas. Actualmente nuestros cabalgantes son acompañados por un veterinario y desde hace tres años por un sacerdote, además de sus fieles grupos que año con año no le fallan a este hermosa tradición. Actualmente la Cabalgata de Sabinas moviliza a aproximadamente 7 mil participantes a caballo, en carretas y tráileres, y miles de espectadores salen a presenciar el recorrido, pues este tipo de eventos atrae a muchísimos turistas que acuden para disfrutar del espectáculo

### Comercio
Esta actividad se orienta principalmente a la compraventa de alimentos, bebidas y productos del tabaco; prendas de vestir y artículos de uso personal; compraventa en tiendas de autoservicio y de departamentos especializados por línea de mercancía; equipo de transporte, refacciones y accesorios; gases, combustibles y lubricantes; materias primas, materiales y auxiliares; maquinaria, equipos, instrumentos, aparatos, herramientas y sus refacciones y accesorios; de bienes inmuebles y artículos diversos, equipo de transporte, refacciones y accesorios.

### Servicios
Destacan los de instituciones financieras y de seguros; profesionales y técnicos; de alojamiento temporal; de preparación y venta de alimentos y bebidas; recreativos y de esparcimiento; personales, para el hogar y diversos; de enseñanza, investigación científica y difusión cultural; médicos, de asistencia social y veterinarios.

### Población Económicamente Activa por Sector
La población económicamente activa del municipio de Sabinas se distribuye en los siguientes sectores:
| Sector económico  | Porcentaje |
| ----------------- | ---------- |
| Sector primario   | 10 %       |
| Sector secundario | 40 %       |
| Sector terciario  | 50 %       |

## Atractivos culturales y turísticos

### Monumentos Históricos
El palacio municipal, inaugurado el 12 de septiembre de 1942; la parroquia de Nuestra Señora de Guadalupe, construida en 1897; el primer edificio que se construyó cuando fue nombrado el Primer Republicano Ayuntamiento del municipio de Sabinas, en el año 1906; antigua estación del ferrocarril, construida el 3 de diciembre de 1883; los Hornos de Colmena, construidos en 1905, los cuales sirven para coquizar el carbón, y el edificio de la primera lavadora de carbón, erigido a finales de 1905. Casa la Mar, lugar en donde el general Francisco Villa estuvo el 28 de julio de 1920; y el cuartel del 37.º regimiento de caballería cuyo primer General fue Bernabé González en Coahuila.

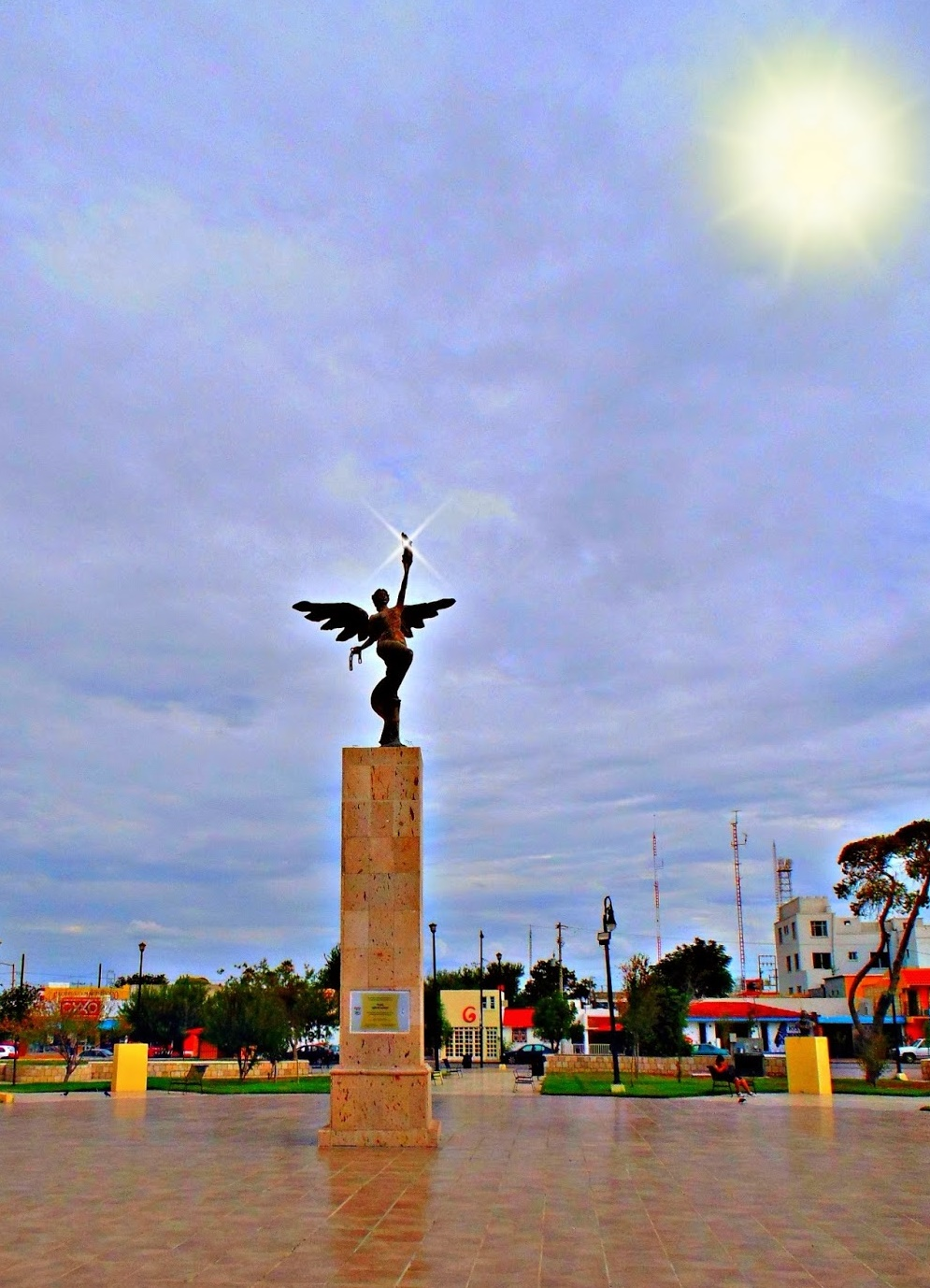
El Ángel de Sabinas

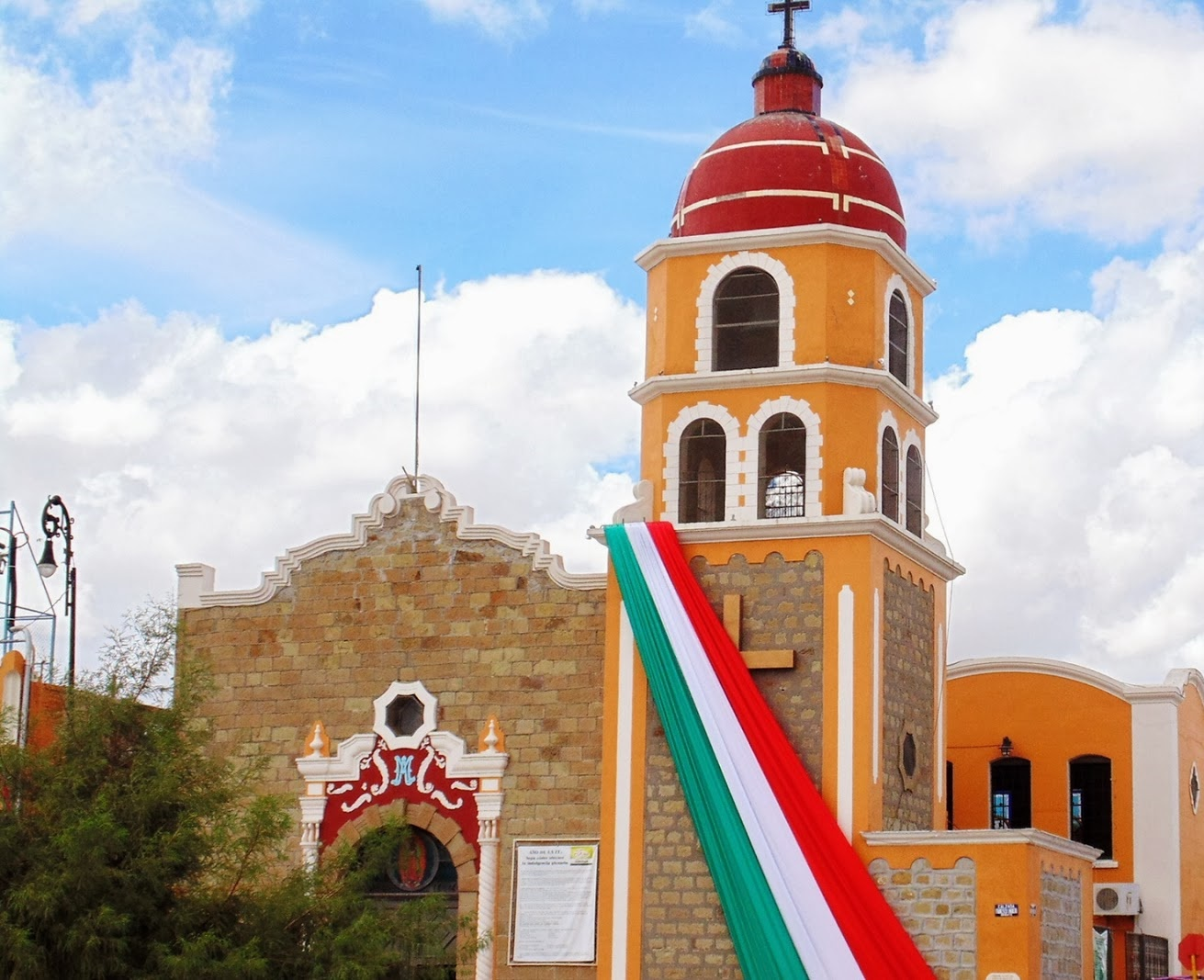
Iglesia de nuestra señora de Guadalupe

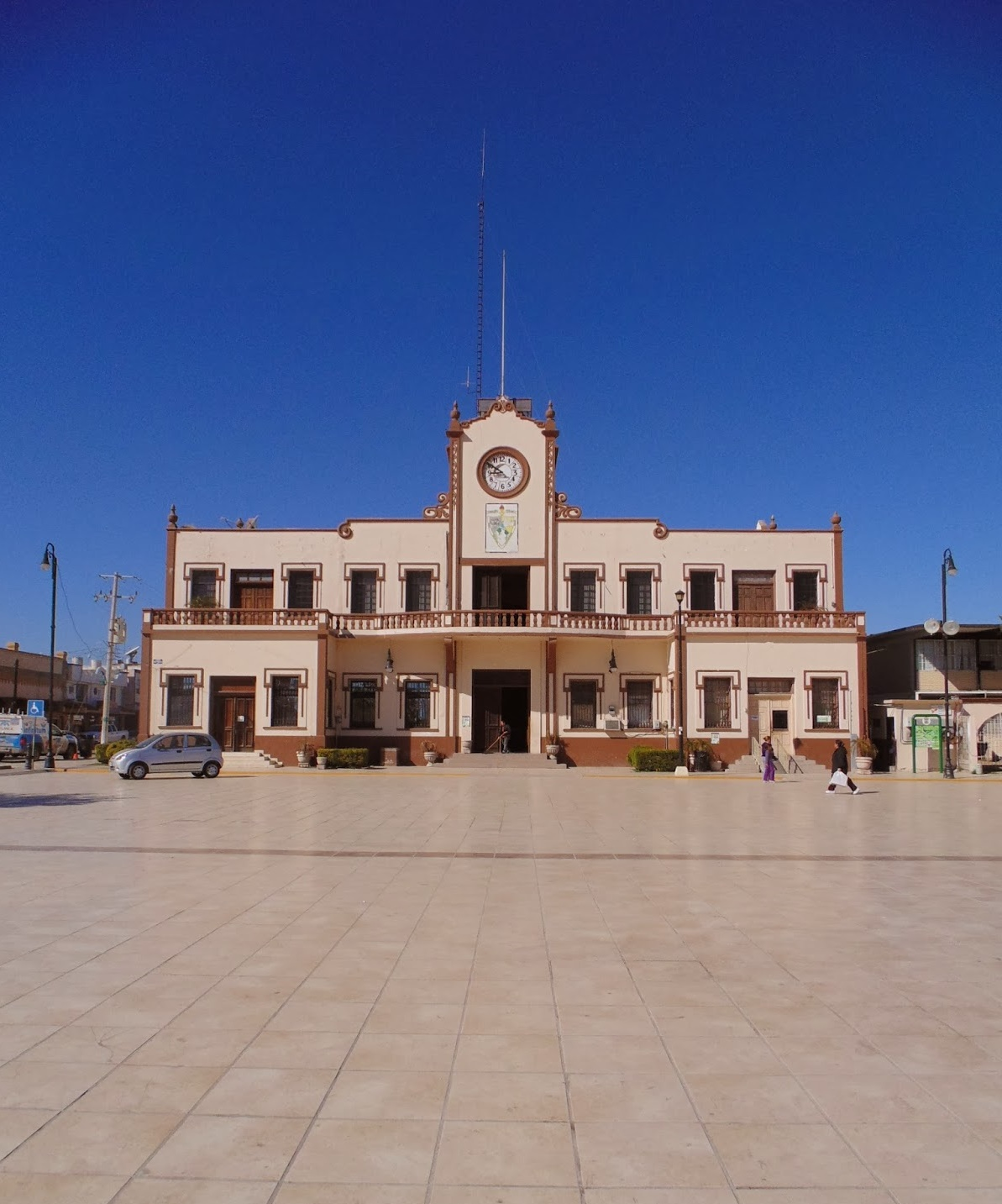
Palacio Municipal de Sabinas

### Museos
Se cuenta con el Museo-Biblioteca de la Revolución (el cual contiene piezas utilizadas durante la Revolución Mexicana); asimismo está el Museo Nacional del Carbón, cuenta con exposiciones fijas y permanentes relacionadas con el carbón.

### Artesanías
Se esculpen cabezas sobre piedras de origen volcánico existentes en el municipio.
Cabe hacer mención que desde hace varios años un grupo de familias poblanas se estableció en esta comunidad formando la Unión de Artesanos “Francisco I. Madero”, la cual se dedica a la fabricación de artesanías de palma, piel, madera, hojalata y lámina además de la elaboración de sabrosos dulces.

### Gastronomía
Toda la comida, guisos y platillos más representativos del municipio, son elaborados a base de carne, tales como cortadillo, barbacoa, machacado con huevo, chorizo, chicharrones de res o simplemente carne asada en sus diferentes cortes sin faltar las tradicionales tortillas de harina.

### Centros turísticos
Dentro de sus tradiciones, se encuentra la expo feria Sabinas que se celebra la primera quincena del mes de septiembre, contando con exposición agrícola, ganadera, industrial y artesanal. Además cuenta con restaurantes y hoteles de calidad turística para abastecer las necesidades del municipio.

### Río Sabinas
Es uno de los lugares más emblemáticos de la ciudad.

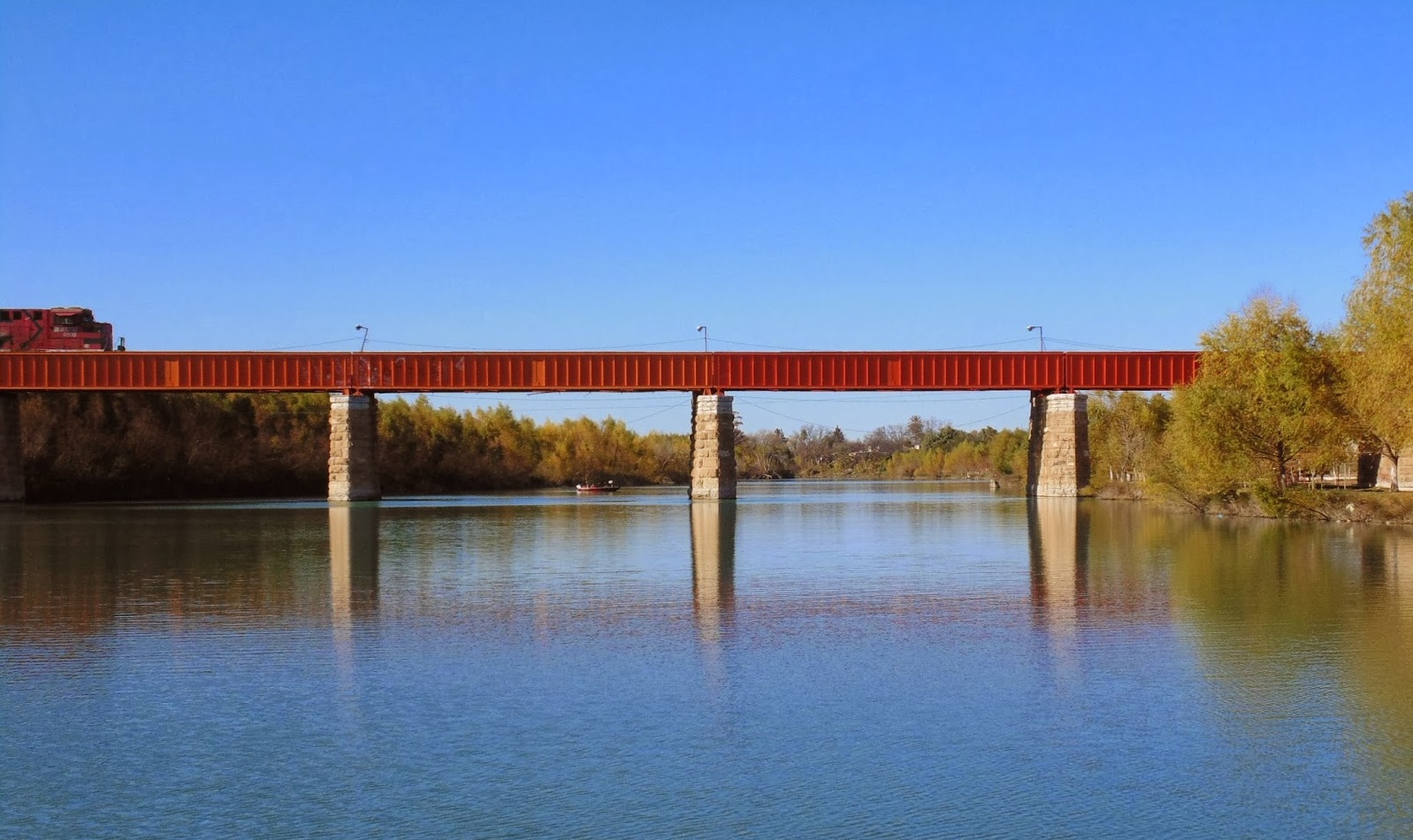
Sabinas Coahuila

## Gobierno

### Presidente Municipal
Representa política, jurídica y administrativamente al Ayuntamiento. Actualmente es el contador público Cuauhtémoc Rodríguez Villarreal.

### Secretario del Ayuntamiento
Ejecuta las políticas y reglamentos de gobierno, establece comunicación con el H. Congreso del Estado para cumplir con los requisitos de ley en la elaboración de reglamentos e iniciativas; lleva la correspondencia del municipio y, garantiza el cumplimiento de los acuerdos emanados de las sesiones de Cabildo.

### Tesorería municipal
Fortalece las finanzas del municipio implementando una cultura de disciplina presupuestal, con un servicio de calidad al contribuyente, que permita recuperar el rezago en términos reales y genere los ingresos suficientes para modernizar la administración pública y canalizar mayores recursos a obra pública.

### Seguridad pública
Ofrece seguridad y tranquilidad a la población, respetando sus derechos y su integridad, preservando las libertades individuales, el orden y la paz pública, a través del desarrollo de actividades encaminadas a la prevención del delito y a la reducción del índice de criminalidad.

### Obras públicas
Construye obra pública que mejore la imagen de la ciudad con calles bien pavimentadas e identificadas, buen alumbrado y equipamiento urbano que den vida y óptima funcionalidad; proteger a la comunidad de las inclemencias y daños causados por los fenómenos naturales y; minimizar el rezago en los servicios de agua y drenaje.

### Ecología
Cuida el buen estado ambiental del municipio mediante programas ecológico-ambientales; la vigilancia del uso y manejo de recursos naturales; estableciendo áreas ecológicas protegidas, parques y zonas ecológicas; vigila la aplicación de las disposiciones jurídicas establecidas; y coopera con las autoridades en la vigilancia y cumplimiento de las normas para la prevención y control de la contaminación del aire, agua y suelo.

### Contraloría
Garantiza el manejo transparente de los recursos desde su origen hasta su aplicación, mediante la aplicación constante de auditorías a los distintos departamentos y organismos descentralizados y, vigila el cumplimiento de la normativa en la ejecución de las obras aprobadas por el COPLADEM. Asimismo, debe evaluar la integración de la Cuenta Pública en la Tesorería.

### Cronología de los Presidentes Municipales
| Elías Soto Campos                  | 1931-1932 | PRM           |  |  |  |
| Leopoldo Peña                      | 1938-1938 | PRM           |  |  |  |
| Anacleto Valdés                    | 1939-1940 | PRM           |  |  |  |
| Leopoldo Peña                      | 1940-1941 | PRM           |  |  |  |
| Ismael Rodríguez R.                | 1941-1942 | PRM           |  |  |  |
| Raúl Ramos González                | 1942-1945 | PRM           |  |  |  |
| Apuleyo Maycotte Sofía Garza w/h   | 1945-1948 | PRI           |  |  |  |
| Ignacio Arizpe Dávila              | 1948-1951 | PRI           |  |  |  |
| Amador Chapa Cadena                | 1951-1954 | PRI           |  |  |  |
| Juan Rodríguez Villarreal          | 1954-1957 | PRI           |  |  |  |
| Raúl M. Guzmán                     | 1957-1960 | PRI           |  |  |  |
| Reynaldo Reyes Haro                | 1960-1963 | PRI           |  |  |  |
| Humberto Siller García             | 1963-1966 | PRI           |  |  |  |
| Jorge B. Cuellar                   | 1966-1969 | PRI           |  |  |  |
| Antonio Cárdenas Alvarado          | 1969      | PRI           |  |  |  |
| Raymundo Navarro Montemayor        | 1969-1972 | PRI           |  |  |  |
| Virgilio Cárdenas Villarreal       | 1972-1975 | PRI           |  |  |  |
| Conrado Marines Ortiz              | 1975-1978 | PRI           |  |  |  |
| Carlos Madla Heath                 | 1978-1981 | PRI           |  |  |  |
| Régulo Zapata Múzquiz              | 1981-1984 | PRI           |  |  |  |
| Jesús María Montemayor Seguy       | 1984-1987 | PRI           |  |  |  |
| Jorge Flores Dovalina              | 1987-1990 | PRI           |  |  |  |
| David Yutani Kuri                  | 1990-1993 | PRI           |  |  |  |
| Luis Alfonso Rodríguez Benavides   | 1993-1996 | PRI           |  |  |  |
| Gonzalo Zertuche Garza             | 1996-1999 | PRI           |  |  |  |
| Régulo Zapata Jaime                | 1999-2002 | PRI           |  |  |  |
| David Yutani Kuri                  | 2002-2005 | CONVERGENCIA  |  |  |  |
| Martha Carolina Morales Iribarren  | 2005-2009 | PRI           |  |  |  |
| Jesús María Montemayor Garza       | 2010-2013 | PRI           |  |  |  |
| Ignacio Lenin Flores               | 2013-2017 | PAN           |  |  |  |
| Cuahutémoc Rodríguez Villarreal    | 2017-2021 | UDC           |  |  |  |
| Lic. Diana Guadalupe Haro Martínez | 2022-2024 | PRI           |  |  |  |
| Jose Feliciano Díaz Irribarren     | 2025-2027 | PARTIDO VERDE |  |  |  |